# Cladophora glomerata
Cladophora glomerata — рід нитчастих зелених водоростей з класу ульвофіційових (Ulvophyceae). Представники поширені в морських, солонуватих і прісних водах, де найчастіше домінують в складі перифітона. Стійкі до впливу рослиноїдних організмів.

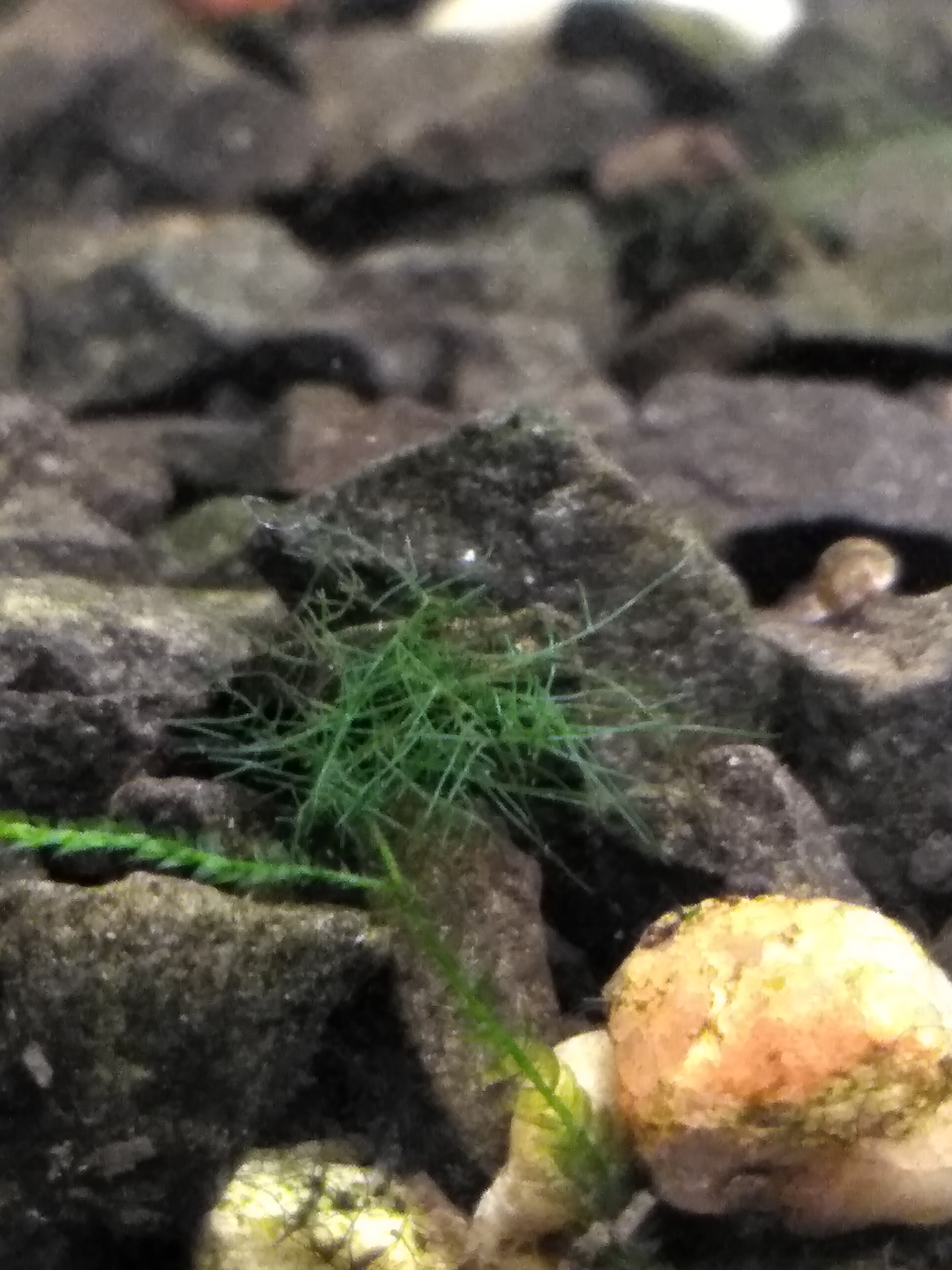
Ulvophyceae in prima progressio Tempus

## Будова
Являє собою довгі розгалужені нитки, що складаються з одного ряду великих клітин, які в довжину нерідко досягають 0,3-1,25 мм. Частота розгалуження визначається умовами середовища, зокрема швидкістю течії. Розподіл ядер і утворення перегородок між клітинами відбуваються асинхронно, так що кожна складова нитка клітина (сегмент) являє собою багатоядерний ценоцит.

Клітинна стінка досить товста (до 15 % маси рослини), складена переважно целюлозою. На поверхні клітинної стінки деяких видів (Cladophora rupestris, Cladophora glomerata) виявлено електронно-щільний шар, за деякими припущеннями, має білкову природу.

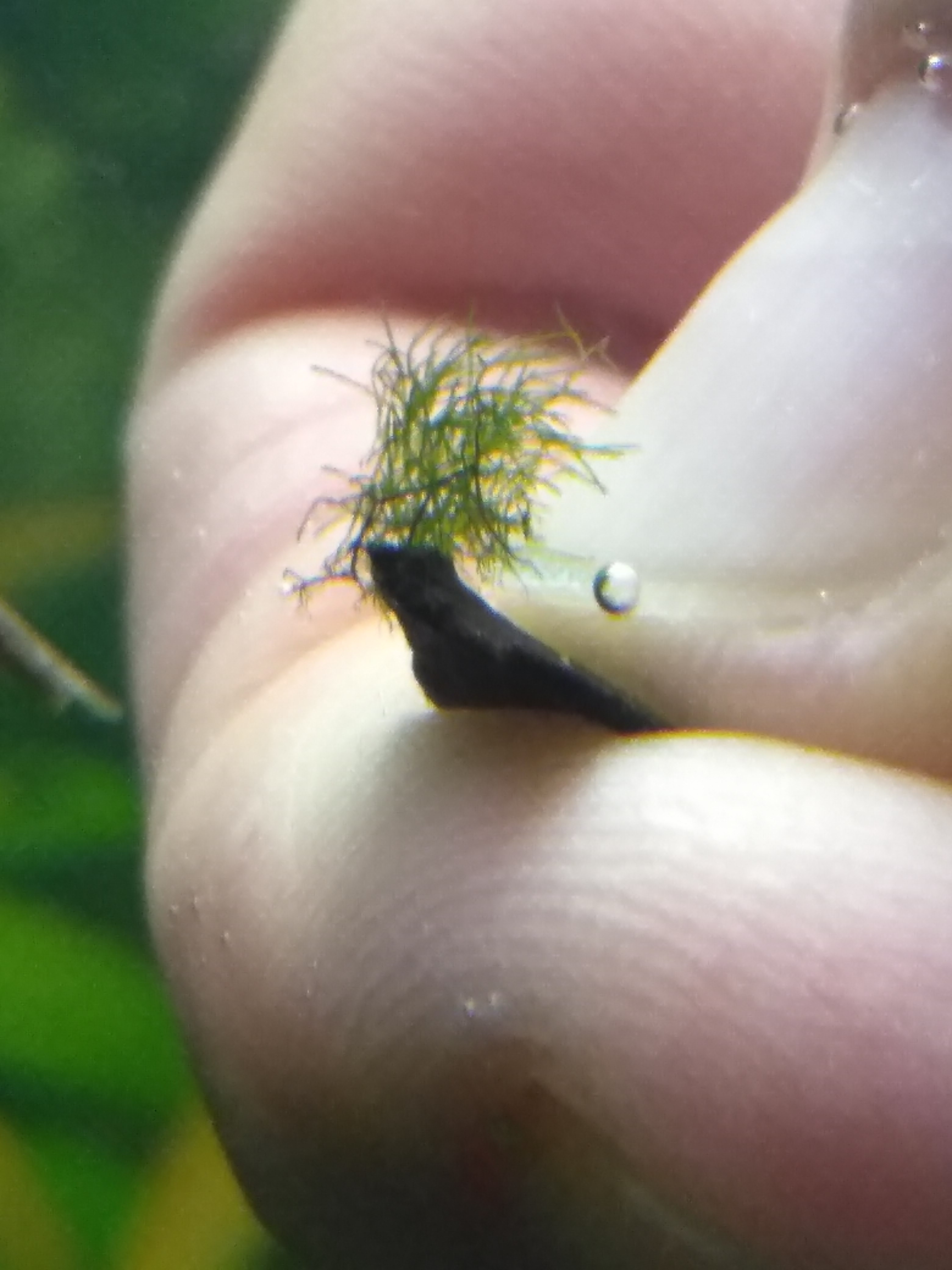
Ulvophyceae

## В акваріумістиці
Кладофора (glomerata) зазвичай не використовується в акваріумістиці, являє собою темно-зелену нитчасту колонію водоростей. На початкових стадіях кладофора виглядає як короткі (до 5мм) гіллясті нитки. У цей момент акваріумісти її зазвичай не помічають або не надають особливого значення. Помітною вона стає, коли з окремих ниток (відносно жорстких) формується пучок, або деяке наростання водорості у вигляді грудочки. Окремо у таких пучків є місце кріплення до субстрату чи будь-якої поверхні — кругла точка діаметром до 1 мм. Якщо ж це наростання у вигляді грудочок або деякого скупчення в одному місці, то розлогі гілочки можуть кріпитися до поверхні навколо. Самі нитки короткі, темно-зеленого кольору, що мають сильно розгалужені гілочки. На дотик відносно жорсткі, схожі на зістрижене волосся, крихкі. При спробі відірвати скупчення водорості, що наросло на поверхні будь чого в акваріумі, ці гілочки відламуються, а надалі з них формуються самостійні нові колонії кладофори. Акваріумістам це створює небажані клопоти, які тягнуть за собою низку вчинків з очищення улюбленого біо-куточку. 
На відміну від нитчастих водоростей, які практично не мають запаху, кладофора має специфічний запах. Так, наприклад, кладофора у природних водоймах виділяє деяку речовину, що руйнує травний тракт у личинок комара.
Здатність цих водоростей до накопичення значної кількості міді і мангану дає підставу рекомендувати використання цих водоростей як моніторів забруднення водного середовища йонами металів, а також для очищення від них води.

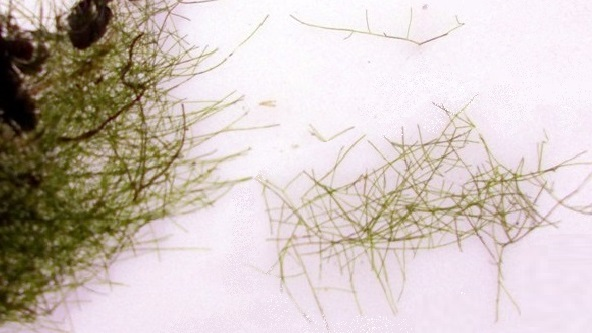
Cladophora glomerata

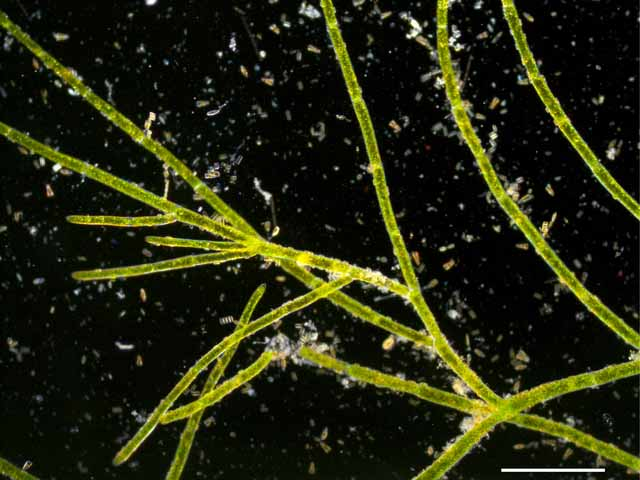
Overview Intercalary akinetes

### Методи боротьби
Крайнім методом виведення кладофори є повний перезапуск акваріума. 
Але деяку дію дають регулювання біобалансу з допомогою внесення мікро - та макроелементів у воду, використання визначеного спектру світла, тривалості світлового дня чи темряви. 
Також ефективним є точкове внесення пероксиду водню, а в деяких випадках із додаванням біоцидів, у визначених дозуваннях.